# Saison 2015-2016 du Toulouse Football Club
Maillots
Chronologie
Saison précédente Saison suivante
Cette saison voit le club s'engager dans trois compétitions que sont la Ligue 1, la Coupe de France et la Coupe de la Ligue.

## Effectif de la saison
Effectif professionnel pour la saison 2015-2016 du Toulouse Football Club,.

## Transferts

### Mercato d'été
Le mercato estival du Toulouse FC s'est révélé très calme. Côté encadrement, Dominique Arribagé, qui avait remplacé Alain Casanova à la fin de la saison précédente, est reconduit au poste d'entraineur. Côte joueurs, quelques jeunes - peu ou pas utilisés depuis la signature de leurs contrats pro - sont laissés libres. Zacharie Boucher, arrivé au club en tant que titulaire lors de l'inter-saison précédente mais ayant perdu sa place au profit d'Ali Ahamada, repart en Ligue 2. Il est remplacé par le gardien uruguayen Mauro Goicochea. Le défenseur Serge Aurier qui était prêté au Paris Saint-Germain est définitivement transféré dans le club de la capitale tandis que le brésilien Somália arrive en provenance du championnat hongrois et que le prêt du monégasque Marcel Tisserand est renouvelé pour une saison.
À la fin de la saison cinq joueurs sont en fin de contrat : Pantxi Sirieix, Amamdou Soukouna, Florian David et Lionel MPasi auquel on ajoute Marcel Tisserand, prêté pour la saison par Monaco sans option d'achat. Le doyen du groupe pro Pantxi Sirieix (34 ans) voit son contrat prolongé d'un an, au contraire des trois jeunes, laissés libres.
Amadou Soukouna avait signé son premier contrat pro à la fin de la saison 2011-2012. Il est prêté dans la foulée au club de Luzenac évoluant alors en National après cinq apparitions en Ligue 1. À son retour il ne joue pas en équipe première lors des trois saisons suivantes, et est logiquement laissé libre à la fin de son contrat. Sans club le joueur rejoint l'UNFP et finit par décrocher un contrat six mois plus tard en deuxième division bulgare au sein du FC Vereya.
Florian David a signé son premier contrat professionnel à la fin de la saison 2013-2014 et pour une durée d'une saison, donc jusqu'en juin 2015. Cette signature intervient après une première apparition sur la feuille de match d'une rencontre de Ligue 1, le 29 mars 2014 à Ajaccio. Néanmoins il ne rentre jamais sur le terrain et à la fin de sa saison son contrat n'est pas renouvelé. Libre, il s'engage alors, pour deux ans avec le club de Grenoble en Ligue 2.
Comme Florian David, Lionel MPasi a signé son premier contrat d'un an à la fin de la saison 2013-2014. Jouant au poste de gardien, où il est difficile de bousculer les hiérarchies établies, lui non plus ne parvient pas à jouer et est également laissé libre à la fin de la saison 2014-2015. Ne trouvant pas de club, il est accueilli par l'UNFP avant d'être recruté, un an plus tard, par Rodez en CFA.
Autre mouvement automatique de la fin de saison, le transfert définitif de Serge Aurier. Le défenseur ivoirien avait été prêté lors de l'intersaison précédente avec une option d'achat obligatoire, estimée à dix million d'euros. Il est donc définitivement transféré au club de la capitale à l'ouverture du mercato.
Le défenseur roumain Dragoș Grigore de 29 ans est prêté pour un an au club qatari d'Al-Sailiya.
Dix-huit mois après être arrivé dans le club de la ville rose, le gardien de but Zacharie Boucher a perdu sa place de titulaire. Il décide de retrouver du temps de jeu et est transféré début juin en Ligue 2 dans le club de l'AJ Auxerre pour un montant estimé à un peu moins de 500 000€.
Pour le remplacer, le gardien de but uruguayen Mauro Goicoechea (3 sélections avec les moins de 20 ans) devient le 14 juillet 2015 la première recrue du TFC. Acheté au club de première division portugaise FC Arouca pour environ 500 000 euros (c'est-à-dire sensiblement la même somme que pour la vente de Boucher) il signe un contrat de quatre ans avec l'ambition de ravir la place de titulaire à Ali Ahamada.
Le milieu polonais Dominik Furman était prêté jusqu'à la fin de la saison au club de première division polonaise du Legia Varsovie,. Ce prêt est prolongé d'une année.
Le guinéen Issiaga Sylla, défenseur toulousain depuis trois saisons mais en perte de temps de jeu, est prêté le 4 juillet 2015 au Gazélec d'Ajaccio, promu en Ligue 1.
Prêté lors de la saison 2014-2015 par l'AS Monaco FC, Marcel Tisserand retourne donc dans le club de la principauté. Il y signe une prolongation de contrat avant d'être finalement de nouveau prêté au TFC pour una saison supplémentaire le 22 juillet 2015.
Le milieu brésilien Wergiton do Rosário Calmon, dit Somália est transféré depuis le club hongrois de Ferencvaros le 7 août 2015. À presque 27 ans il compte entre autres huit matchs de Ligue Europa à son compteur.
Enfin, dernier mouvement du mercato toulousain, le défenseur serbe Dušan Veškovac est prêté au club de Ligue 2 Troyes lors du dernier jour de la période des transferts, le 31 août 2015.

### Mercato d'hiver
Malgré le bilan comptable compliqué à la mi-saison (19e avec 17 points, seulement 3 victoires et une différence de but de -12), le marché des transferts hivernaux est très calme du côté toulousain, principalement animé par la saga Furman, puis par les départs d'Ali Ahamada et Abel Aguilar.
Le premier mouvement enregistré lors du marché des transferts hivernaux n'en est pas vraiment un : le défenseur roumain Dragos Grigore, prêté en début de saison au club qatari d'Al-Sailiya y est transféré définitivement le 21 janvier 2015.
Le défenseur polonais Dominik Furman avait été prêté pour six mois au Legia Varsovie en janvier 2015, exactement un an après avoir été acheté à ce même club. Ce prêt donnant satisfaction au club, il avait été renouvelé en juin 2015 pour une année supplémentaire. Mais en octobre 2015, le club polonais change d'entraineur, le russe Stanislav Tchertchessov remplaçant le norvégien Henning Berg. Ce nouvel entraineur préférant d'autres joueurs à Dominik Furman, le prêt de celui-ci est finalement arrêté par anticipation. Le 25 janvier 2016, Dominik Furnan est donc de retour au TFC. Ce retour non prévu n'entre pas dans les plans de l'encadrement toulousain, et quelques jours plus tard, le 1er février 2016, le défenseur est prêté (avec option d'achat) au dernier de la Serie A, le club du Hellas Vérone.
L'éclosion du jeune Alban Lafont au poste de gardien relègue les deux prétendants au poste, Mauro Goicoechea et Ali Ahamada sur le banc. Ce dernier, au club depuis 2009, est libéré par le président pour « services rendus ». Il s'engage alors avec le club turc de Kayserispor Kulübü évoluant en Süper Lig, le 26 janvier 2016.
Le milieu défensif colombien Abel Aguilar, ancien capitaine de l'équipe (alors entrainé par Alain Casanova), a perdu son brassard et sa place de titulaire avec l'arrivée de Dominique Arribagé. Le dernier jour du mercato, le 2 février 2016, il est transféré au club portugais de Belenenses avec lequel il s'engage pour deux ans.

## Résumé de la saison
Alors qu'il n'avait accepté de reprendre l'équipe en fin de saison dernière que pour la sauver du risque de relégation, l'entraineur Dominique Arribagé (détenteur du record de matchs joués avec Toulouse) décide de continuer l'aventure lors de la saison 2015-2016.
La saison commence par une victoire à domicile contre Saint-Étienne (2-1 le 9 août 2015) avant que le TFC n'enchaîne treize matchs sans victoire en Ligue 1 : six nuls et sept défaites entre la deuxième et la quatorzième journée, six points et vingt-sept buts encaissés pour seulement douze marqués. Cette série négative se solde par une dix-neuvième place au classement et n'est égayée que par une qualification en Coupe de la Ligue contre Auxerre (club de Ligue 2) aux tirs au but. Ces chiffres sont aggravés par le fait que Toulouse a alors encaissé au moins un but lors de chaque match depuis le début de la saison et même depuis la 33e journée de la saison 2014-2015 et une victoire 0-1 à Lorient. Pour la réception de Nice lors de la quinzième journée (alors quatrième de Ligue 1) Dominique Arribagé titularise deux jeunes qui n'ont encore jamais joué avec un effectif professionnel : Alban Lafont, 16 ans, en tant que gardien de but (qui devient à cette occasion le plus jeune gardien titulaire de l'histoire de la première division française) et Issa Diop, 18 ans et défenseur central. Toulouse remporte le match 2-0, deuxième victoire de la saison et première clean sheet depuis plus de sept mois.
À la mi-saison le bilan comptable est mauvais : reléguable depuis la onzième journée, dix-neuvième avec 17 points, à 4 points du Reims le premier non-reléguable. Néanmoins ce bilan est dû à un début de saison catastrophique, avec notamment les treize matchs sans victoire décrits plus-haut, et le mois de décembre est meilleur dans le jeu comme dans les chiffres : une défense retrouvée au prix de gros remaniements, une paire d'attaquants Martin Braithwaite - Wissam Ben Yedder qui se remet à briller et enfin quelques victoires. Reste que le club conclut sa première moitié de saison avec trois victoires, huit matchs nuls et huit défaites, 21 buts marqués mais 33 encaissés dont un 5-0 au Parc des Princes et le chiffre record de neuf expulsions.
Le premier match 2016 est une victoire (1-3 à Reims le 9 janvier 2016) qui replace le Toulouse 18e à un point du premier club non-reléguable, son adversaire du jour. Elle est suivie d'une victoire en quart de finale de Coupe de la Ligue face à Marseille (2-1 après prolongations le 13 janvier).
Mais cette victoire est la dernière avant une longue série : élimination des deux coupes par le PSG et deux points en huit matchs en championnat. Cette série condamne quasiment le club à la Ligue 2, avec au terme de la 28e journée, à dix journées de la fin du championnat, une nouvelle défaite à domicile face à Rennes (1-2, les deux buts encaissés dans les arrêts de jeu) : dix points de retard sur le 17e, Reims, une différence de buts très défavorable et une dynamique catastrophique. Le soir de cette défaite, l’entraineur Dominique Arribagé présente sa démission au président Olivier Sadran qui l'accepte.
Le 2 mars 2016, le TFC annonce l'arrivée de Pascal Dupraz en tant qu'entraineur du club. Il réussit dès lors quelques bons coups : trois victoires à domicile contre Bordeaux, Bastia et Caen, mais reste fébrile à l’extérieur (deux matchs nuls et une défaite). Ils réussissent tout de même l'exploit de remonter de dix à trois points de retard sur le premier non-relégable mais un record entache leur saison : trente-trois points perdus cette saison après avoir mené au score préalablement.
Lors de la 37e journée de Ligue 1 le samedi 7 mai, Toulouse bat Troyes à domicile grâce à un but d'Óscar Trejo. À la suite des défaites du Gazélec Ajaccio et de Reims, le TFC n'est plus relégable, ce qui constitue un véritable exploit.
Le match de la 38e journée, pour lequel il suffisait au TFC d'obtenir un résultat supérieur ou égal à ses concurrents Rémois et Ajaccien pour se maintenir, commence très mal. Le club est en effet rapidement mené par Angers à la 12e minute et Martin Braithwaite rate un pénalty vingt minutes plus tard. Si le Gazélec Ajaccio ne fait pas mieux de son côté face à Lorient (menés 1-0 à la 27e minute, ce qui sera le score final), les Rémois qui semblaient les plus mal partis ayant à affronter Lyon prennent finalement le match à leur compte, ouvrent rapidement le score (et s'imposeront finalement 4-1). Le TFC est alors obligé de s'imposer de son côté pour se maintenir en Ligue 1. En deuxième mi-temps, Ben Yedder égalise à la 59e minute mais Saïd Benrahma marque, quatre minutes plus tard, un deuxième but pour Angers sur un lob de vingt mètres. En fin de match le TFC renverse la situation en deux minutes par un but de Martin Braithwaite puis un coup franc direct excentré de Yann Bodiger et s'impose finalement 2-3. Au coup de sifflet final, le club peut alors exulter : en vertu de sa dix-septième place, il est maintenu en Ligue 1 grâce à une remontée sur les dix derniers matches, très largement due à Pascal Dupraz. En effet, c'est la première fois de l'histoire de la Ligue 1 qu'une équipe se maintient alors qu'elle comptait dix points de retard à la 28e journée de championnat.

## Matchs

### Classement
Le classement est calculé avec le barème de points suivant : une victoire vaut trois points, le match nul un. La défaite ne rapporte aucun point. Critères de départage :
1. plus grand nombre de points ;
2. plus grande différence de buts générale ;
3. plus grand nombre de buts marqués ;
4. plus grande différence de buts particulière ;
5. meilleure place au Challenge du fair-play (1 point par joueur averti, 3 points par joueur exclu)

Source : Classement officiel sur le site de la LFP.

| Rang | Équipe                       | Pts | J  | G  | N  | P  | Bp  | Bc | Diff |
| ---- | ---------------------------- | --- | -- | -- | -- | -- | --- | -- | ---- |
| 1    | Paris Saint-Germain FC T S L | 96  | 38 | 30 | 6  | 2  | 102 | 19 | +83  |
| 2    | Olympique lyonnais           | 65  | 38 | 19 | 8  | 11 | 67  | 43 | +24  |
| 3    | AS Monaco FC                 | 65  | 38 | 17 | 14 | 7  | 57  | 50 | +7   |
| 4    | OGC Nice                     | 63  | 38 | 18 | 9  | 11 | 58  | 41 | +17  |
| 5    | Lille OSC                    | 60  | 38 | 15 | 15 | 8  | 39  | 27 | +12  |
| 6    | AS Saint-Étienne             | 58  | 38 | 17 | 7  | 14 | 42  | 37 | +5   |
| 7    | SM Caen                      | 54  | 38 | 16 | 6  | 16 | 39  | 52 | -13  |
| 8    | Stade rennais FC             | 52  | 38 | 13 | 13 | 12 | 52  | 54 | -2   |
| 9    | Angers SCO P                 | 50  | 38 | 13 | 11 | 14 | 40  | 38 | +2   |
| 10   | SC Bastia                    | 50  | 38 | 14 | 8  | 16 | 36  | 42 | -6   |
| 11   | FC Girondins de Bordeaux     | 50  | 38 | 12 | 14 | 12 | 50  | 57 | -7   |
| 12   | Montpellier HSC              | 49  | 38 | 14 | 7  | 17 | 49  | 47 | +2   |
| 13   | Olympique de Marseille       | 48  | 38 | 10 | 18 | 10 | 48  | 42 | +6   |
| 14   | FC Nantes                    | 48  | 38 | 12 | 12 | 14 | 33  | 44 | -11  |
| 15   | FC Lorient                   | 46  | 38 | 11 | 13 | 14 | 47  | 58 | -11  |
| 16   | EA Guingamp                  | 44  | 38 | 11 | 11 | 16 | 47  | 56 | -9   |
| 17   | Toulouse FC                  | 40  | 38 | 9  | 13 | 16 | 45  | 55 | -10  |
| 18   | Stade de Reims               | 39  | 38 | 10 | 9  | 19 | 44  | 57 | -13  |
| 19   | GFC Ajaccio P                | 37  | 38 | 8  | 13 | 17 | 37  | 58 | -21  |
| 20   | ES Troyes AC P               | 18  | 38 | 3  | 9  | 26 | 28  | 83 | -55  |

Qualifications européennes
Ligue des champions 2016-2017
- 1er et 2e du championnat : phase de groupes
- 3e du championnat : troisième tour pour non-champions

Ligue Europa 2016-2017
- vainqueur de la Coupe de France : phase de groupes
- 4e et 5e du championnat : troisième tour de qualification

Relégation en Ligue 2 2016-2017
- 18e, 19e et 20e du championnat

Abréviations
- T : Tenant du titre
- C : Vainqueur de la Coupe de France 2016
- L : Vainqueur de la Coupe de la Ligue 2016
- S : Vainqueur du Trophée des champions 2015
- P : Promus de Ligue 2 2014-2015

### Coupe de France
Toulouse en tant qu'équipe de Ligue 1 entre dans la compétition lors des trente-deuxième de finale.

#### Calendrier
| Tour          | Date            | Horaire       | Domicile                      | Résultat | Extérieur   | Buteurs domicile                       | Buteurs extérieur                                                               |
| ------------- | --------------- | ------------- | ----------------------------- | -------- | ----------- | -------------------------------------- | ------------------------------------------------------------------------------- |
| 32e de finale | 2 janvier 2016  | 18:00 (UTC+1) | Entente Sannois Saint-Gratien | 0 - 5    | Toulouse FC |                                        | Wissam Ben Yedder 18e, Óscar Trejo 32e, Martin Braithwaite 37e 56e, Somália 54e |
| 16e de finale | 19 janvier 2016 | 21:00 (UTC+1) | Paris Saint-Germain           | 2 - 1    | Toulouse FC | David Luiz 54e, Zlatan Ibrahimović 89e | François Moubandje 11e                                                          |

### Coupe de la Ligue
Toulouse en tant qu'équipe de Ligue 1 est exempt des trente-deuxième de finale de la Coupe de la Ligue.

#### Calendrier
| Tour            | Date             | Horaire       | Domicile            | Résultat             | Extérieur              | Buteurs domicile                               | Buteurs extérieur                                       |
| --------------- | ---------------- | ------------- | ------------------- | -------------------- | ---------------------- | ---------------------------------------------- | ------------------------------------------------------- |
| 16e de finale   | 28 octobre 2015  | 21:00 (UTC+1) | Toulouse FC         | 3 - 3 (2-1 t. a. b.) | AJ Auxerre             | Wissam Ben Yedder 73e, 88e · Yann Bodiger 114e | Samed Kilic 32e · Sohny Sefil 82e · Gaëtan Courtet 103e |
| 8e de finale    | 15 décembre 2015 | 21:00 (UTC+1) | Stade rennais       | 1 - 3                | Toulouse FC            | Fallou Diagne 57e (pen.)                       | Wissam Ben Yedder 13e, 32e · Adrien Regattin 84e        |
| Quart de finale | 13 janvier 2016  | 17:00 (UTC+1) | Toulouse FC         | 2 - 1 ap             | Olympique de Marseille | Wissam Ben Yedder 25e · Martin Braithwaite 99e | Georges-Kévin Nkoudou 27e                               |
| Demi-finale     | 26 janvier 2016  | 21:05 (UTC+1) | Paris Saint-Germain | 2 - 0                | Toulouse FC            | Ezequiel Lavezzi 65e · Ángel Di María 72e      |                                                         |